# チャ・インピョ
チャ・インピョ（車 仁杓、朝鮮語: 차인표、1967年10月14日 - ）は、韓国の俳優、タレント、小説家。トレンディドラマのイケメン俳優として人気があったが、近年はイメージチェンジを図っている。また、社会奉仕事業にも熱心に取り組んでいる。身長180cm、体重82kg、血液型O型。趣味はネットサーフィン、株式投資、バイオリン演奏、特技はボディービル、英語である。本貫は延安車氏。

## 経歴
出身地はソウル特別市で、父親は実業家で元・宇星海運会長の車秀雄。ソウルの沖岩初等学校、延曙中学校、沖岩高等学校を卒業後、韓国外国語大学校に進学したが中途退学し、アメリカのラトガース大学（ニュージャージー州立大学）経済学部に留学した。
大学卒業後、ニューヨークの韓進アメリカ支社に就職したが、1993年、25歳のときMBC新人タレント（第22期）に応募、採用され、テレビドラマ『ひとつ屋根の三家族』（MBC）で俳優としてデビュー。翌1994年、テレビドラマ『愛をあなたの胸に』（MBC）で「チャインピョ・シンドローム」と呼ばれるブームを巻き起こし、国民的スターになった。
しかし、テレビドラマ『カレイスキー』（MBC、1994年）の海外ロケのための出国が、兵役忌避のおそれがあるとして当局に拒否されたことをきっかけに、取得していたアメリカの永住権を放棄し、人気の絶頂にあったにもかかわらず兵役に就く道を選んだ。1995年、服務期間の休暇中に『愛をあなたの胸に』で共演したシン・エラ（申愛羅、朝鮮語: 신애라）と結婚し、軍の広報映画『鴎が浮かぶ海』には夫婦で出演した。
軍服務中の1996年、『アルバトロス』で映画界にデビューを果たし、服務終了後の1997年にはテレビドラマ『星に願いを』がヒットし、アジアの韓流ブームの火付け役となった。その後、イケメンスターのイメージから抜け出すために努力し、テレビドラマ『あなた、そして私』（MBC、1997年）や『ワンチョ』（MBC、1999年）などで演技力と存在感を示すようになり、その後も『白い巨塔』（MBC、2007年）などのヒット作に出演している。一方、映画では興行的に恵まれなかったが、『木浦は港だ』（2004年）の泥臭い演技で高い評価を得、『クロッシング』（2008年）でも迫真の演技をみせている。
ドラマの広報で台湾を訪問した車仁杓（チャ・インピョ）は、取材陣の前で「独島は我が領土（朝鮮語: 독도는 우리땅）」を披露した。

## 出演作品

### テレビドラマ
- ひとつ屋根の三家族（1993年、MBC）
- パイロット（1993年、MBC）
- 白い旅路（1994年、MBC）
- われらの天国（1994年、MBC）
- 愛をあなたの胸に（1994年、MBC） - カン・プンホ役
- 息子の女（1994年、MBC）
- カレイスキー（1994年、MBC）
- 男作り（1995年、KBS2）
- 申告します（1996年、KBS1）
- 星に願いを（1997年、MBC） - イ・ジュンヒ役
- あなた、そして私（1997年-1998年、MBC） - パク・ヨンギュ役
- 英雄叛乱（1997年、MBC）
- ワンチョ（1999年、MBC） - キム・チュンサム役
- 美しいソウル（1999年、MBC）
- 火花（2000年、SBS） - チェ・ジョンヒョク役
- 黄金時代（2000年、MBC）
- 彼女の家（2001年、MBC） - チャン・テジュ役
- 四大名捕（2003年、CCTV）
- 完全なる愛（2003年、SBS） - パク・シウ役
- 盗まれた心（2003年、台湾）
- 英雄時代（2004年-2005年、MBC） - チョン・テサン役
- 香港エクスプレス（2005年、SBS） - チェ・ガンヒョク役
- 天若有情（2005年、CCTV）
- 白い巨塔（2007年、MBC） - ノ・ミングク役
- 名家（ミョンガ）（2010年、KBS1） - チェ・グクソン役
- レディプレジデント〜大物（2010年、SBS） - カン・テサン役
- 階伯（2011年、MBC） - ムジン役
- 天女がいなきゃ?!（2012年、KBS） - チャ・セジュ役
- 果てしない愛（2014年、SBS） - チョン・テウン役
- D-DAY（2015年、JTBC） - ク・ジャヒョク役
- 月桂樹洋服店の紳士たち～恋はオーダーメイド!～（2016年、KBS） - ペ・サムド役

### 映画
- とても遠い巡り会い（1995年）
- アルバトロス（1996年）
- チャン（1998年）
- ドクターK（1999年）
- アイアン・バーム（2002年）
- ボリウルの夏（2003年）
- 木浦は港だ（2004年）
- 韓半島 -HANBANDO-（2006年）
- クロッシング（2008年）
- 石ころの夢（2009年）
- ザ・タワー 超高層ビル大火災（2012年）

## 小説
- 「잘 가요 언덕」 （2009年） ISBN 978-89-522-1103-3
  - 「さらば峠」 齊藤勇夫訳 かんよう出版（2014年） ISBN 	978-4-906902-23-1

※テーマ曲『母さん星の下で』を含む同名のCD（オリジナル・サウンドトラック）も制作されている（作詞：チャ・インピョ、作曲：チュ・ヨンフン、歌：イ・ユンミ、イ・キュビン、ナレーション：シン・エラ）。
- 「오늘예보」 （2011年） ISBN  978-89-6574-313-2

## 主な受賞歴
- 1994年 MBC演技大賞 新人賞（『愛をあなたの胸に』）
- 1995年 第31回百想芸術大賞 テレビ部門人気賞（『愛をあなたの胸に』）
- 1996年 KBS演技大賞 特別賞（『申告します』）
- 1997年 MBC演技大賞 優秀賞（『あなた、そして私』）
- 1998年 第34回百想芸術大賞 テレビ部門人気賞（『愛をあなたの胸に』）
- 2000年 第36回百想芸術大賞 テレビ部門最優秀演技賞（『ワンチョ』）
- 2001年 MBC演技大賞 大賞（『彼女の家』）
- 2003年 SBS演技大賞 最優秀演技賞・10大スター賞（『完全なる愛』）
- 2006年 大統領表彰（児童保護及び権利増進に寄与）
- 2008年 第16回利川春史大賞映画祭 審査委員特別賞（『クロッシング』）
- 2008年 第20回峨山賞（峨山社会福祉財団） 特別賞（妻シン・エラとともに）
- 2009年 韓国最高経営責任者会議（KCS）大賞（妻シン・エラとともに）
- 2010年 第6回韓国社会貢献大賞 保健福祉部長官表彰（妻シン・エラとともに）